# فرودگاه شهرستان هندرسون
فرودگاه شهرستان هندرسون (به انگلیسی: Henderson City-County Airport) یک فرودگاه همگانی بهره‌برداری هوایی است که یک باند فرود آسفالت دارد و طول باند آن ۱۶۷۸ متر است. این فرودگاه در کشور ایالات متحده آمریکا قرار دارد و در ارتفاع ۱۱۸ متری از سطح دریا واقع شده‌است.